# Axel Eurén (präst)
Axel Eurén, född 21 september 1803 i Stockholm, död 4 maj 1879 i Söderbärke, var en svensk präst, skolman och författare, son till Gabriel Eurén. 
Eurén blev student vid Uppsala universitet 1822, filosofie magister 1827, prästvigdes samma år och tjänstgjorde som lärare vid Maria högre lärdomsskola och vid Stockholms gymnasium, där han 1837 blev lektor i teologi och grekiska. 
Eurén blev 1843 ordinarie hovpredikant och pastor i hovförsamlingen samt utnämndes samma år till kyrkoherde i Folkärna socken av Västerås stift, varifrån han 1857 transporterades till Söderbärke pastorat i samma stift. Vid jubelfesten i Lund 1868 blev han teologie doktor. 
Eurén åtnjöt ett vidsträckt förtroende och fick ett stort antal offentliga uppdrag. Han var tre gånger gymnasiets rektor; 1843 valdes han till sekreterare i Svenska bibelsällskapet och var vid sex riksdagar, 1847–1865, en av Västerås stifts representanter i prästeståndet samt valdes till ledamot av det första allmänna kyrkomötet 1868. Förutom disputationer, tal och program, på svenska och latin utgav han i 16 häften Minnen af utmärkta personer (64 biografier med åtföljande porträtt; 1835–1838).